# Laura Ainsworth
Pour les articles homonymes, voir Ainsworth.
Laura Frances Ainsworth (1885–1958) est une  enseignante et suffragette britannique. Elle est employée par le Women's Social and Political Union et est l'une des premières suffragettes à être alimentées de force pendant une grève de la faim. Elle quitte la WSPU en 1912 pour protester contre l'éviction des Pethick-Lawrence, mais continue de militer en faveur du droit de vote des femmes.

## Biographie
Ainsworth est née à Blything dans le Suffolk en 1885. Elle est la fille d'un inspecteur de l'éducation, et fait ses études à Salisbury, avant de devenir enseignante. Elle décide, dès 1909, de travailler à temps plein au Women's Social and Political Union (WSPU).
Ainsworth est embauchée pour coordonner les activités du WSPU dans les Midlands avec Gladice Keevil (en). Elle participe à la manifestation du 17 septembre 1909 lorsque Charlotte Marsh, Mary Leigh et Patricia Woodlock montent sur le toit du Bingley Hall (en) à Birmingham. Elles protestent contre le fait que les femmes sont exclues d'une réunion politique où le Premier ministre britannique Asquith prononce un discours. Marsh, Leigh et Woodlock lancent des tuiles sur la voiture d'Asquith et sur la police,. Elles sont jugées et sont condamnées à une peine de prison qu'elles doivent effectuer à la Winson Green Prison de Birmingham. À leur arrivée, avec Evaline Hilda Burkitt, elles chantent des chansons de protestation et refusent de porter les vêtements de prison, en réclamant la reconnaissance de leur statut de prisonnières politiques,.
Ainsworth se trouve avec Hugh Franklin (en) dans le train où Winston Churchill voyageait quand il le défie dans son attitude envers les suffragettes et cause une scène où Franklin est arrêté et se met en grève de la faim à la prison.
Elle travaille dans la boutique Woman's Press en 1910 et est organisatrice du WSPU dans le Kent, puis quitte le WSPU de Newcastle en raison de la division au sein du mouvement. Elle travaille pour Votes for Women avec la National Political League (NPL) La ligue est initiée par Mary Adelaide Broadhurst (en) et Margaret Milne Farquharson (en) et en 1913 Ainsworth est la secrétaire de la NPL.

## Première suffragette alimentée de force
Pour protester contre son non-traitement en tant que prisonnière politique, Marsh et Leigh entament une grève de la faim Elles deviennent certaines des premières suffragettes grévistes de la faim à être nourries de force. Ainsworth s'oppose évidemment à ce traitement. Après sa libération, elle écrit une lettre ouverte à la première gréviste de la faim, Marion Wallace Dunlop, décrivant son expérience. Ainsworth décrit comment elle se sentait quand elle était alimentée de force, comme ayant un "horrible étouffement et une sensation étourdie" et l'élimination du tube se sentait « comme si mon intérieur était sorti » dans Votes for Women du 8 octobre 1909. La WSPU saisit l'occasion pour faire de la publicité et après un rapport médical sur les dommages physiques et « nerveux », prépare une action juridique infructueuse contre le Secrétaire d'État à l'Intérieur et les autorités pénitentiaires en son nom. Le Dr Ernest Helby (qui procède à l'alimentation de force) écrit au Bureau national après avoir été menacé dans la rue par Laura Ainsworth et Patricia Woodlock, et plus tard a des fenêtres brisées mais la police le protège.

## Si les femmes ne comptent pas, alors elles ne seront pas comptés

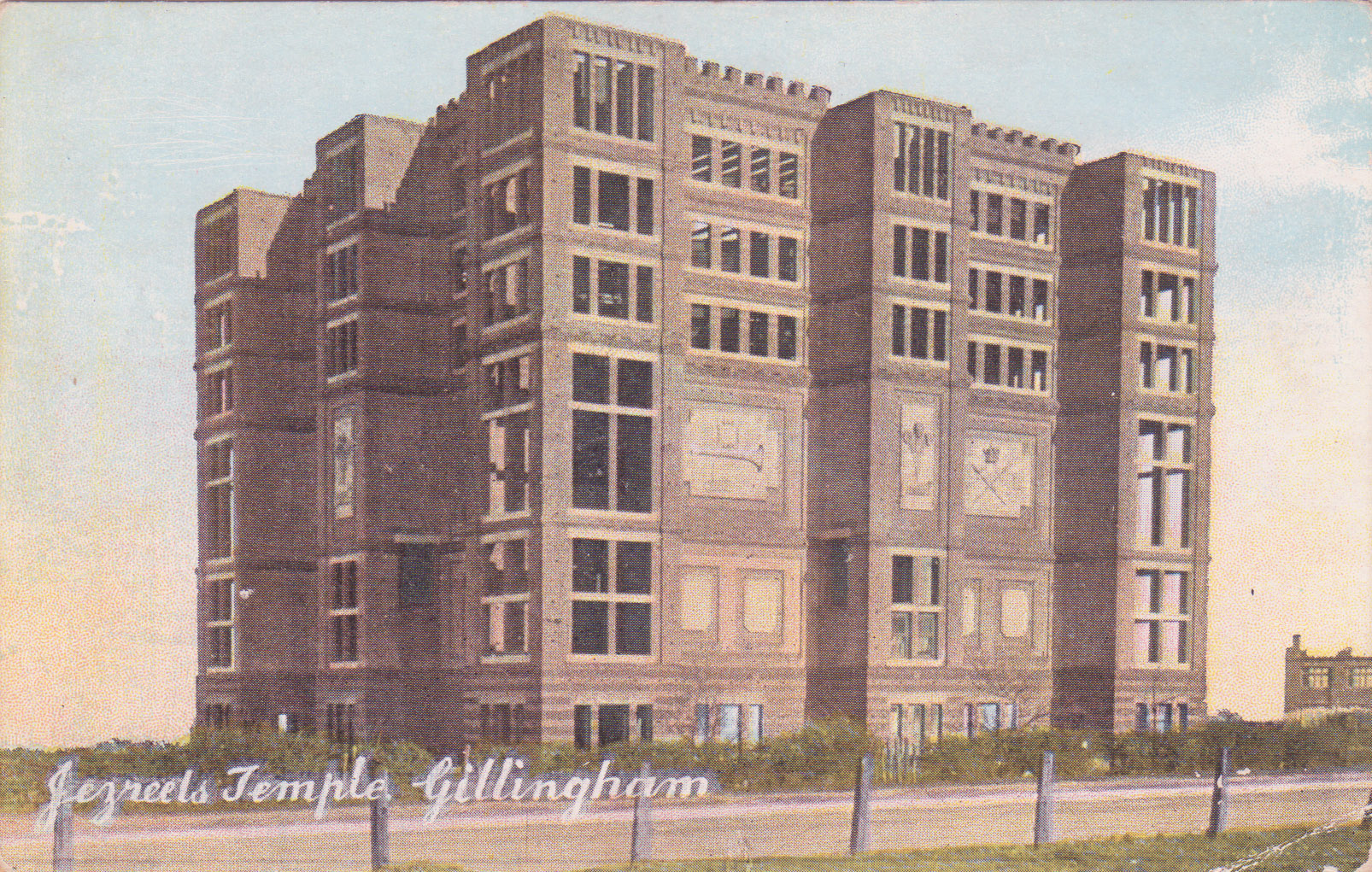
Tour ou Temple de Jezreel

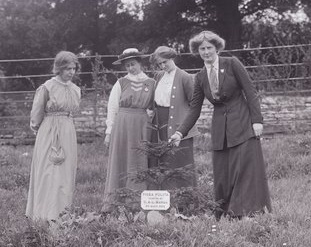
Charlotte Marsh s'affiche ici en plantant un arbre à Eagle House assisté par Annie Kenney, Mary Blathwayt et Ainsworth (3e depuis la gauche).

Le 2 avril 1911 est la nuit du recensement britannique lorsque le gouvernement enregistre des détails de tous ceux qui vivaient au Royaume-Uni. La WSPU dans le cadre de sa campagne de désobéissance civile décide que si les femmes « ne comptent pas, alors elles ne seront pas comptées ». Ainsworth loue une pièce utilisée par une académie de danse dans le Jazreel's Hall (la folie religieuse connue sous le nom de Tour de Jezreel (en) à Gillingham). Ainsworth se lance localement avec un soutien du WSPU. Plus de 40 femmes se rassemblent là pour éviter d'être à la maison pendant le recensement. Cependant, elles se sont tellement amusées que la police a été appelée et ont rameuté des compteurs de recensement et elles ont été comptabilisées. Le retour du recensement indique "Parti des suffragettes réuni à l'Académie de danse – 40 dont 1 homme et 39 femmes", mais ne porte pas de détails sur qui il était là.

## Hommages et distinctions
Laure Ainsworth et Charlotte Marsh sont invitées à Eagle House à Batheaston en avril 1910, chez Mary Blathwayt et ses parents. Ceux-ci invitent des suffragettes à planter des arbres pour commémorer leurs réalisations. Une plaque commémore chaque événement. Un cyprès est planté pour commémorer la réalisation d'Ainsworth, et une photo prise par le colonel Blathwayt garde le souvenir de la cérémonie.
Ainsworth a reçu une Hunger Strike Medal pour sa « vaillance » décernée par la WSPU.

## Dernières années
Laura Ainsworth quitte la WSPU en 1912, pour protester contre l'éviction des Pethick-Lawrence du mouvement.
Elle est active dans la section des femmes de la Royal British Legion dans les années 1930, elle est membre du comité central en 1934, présidente de la section féminine pour la région nord-ouest de l'Angleterre et secrétaire honorifique de la League of Nations Union (en) du nord-est. Elle meurt dans le Yorkshire en 1958.